# Ricardo Galindo
José Ricardo Galindo Gutiérrez (13 de enero de 1998; Álvaro Obregón, Ciudad de México) es un futbolista mexicano, juega como Defensa central, Lateral derecho o Mediocentro defensivo y su equipo es el Atlético Morelia de la Liga de Expansión MX.

## Clubes
| Club             | País   | Año             |
| ---------------- | ------ | --------------- |
| Pumas UNAM       | México | 2018 - 2025     |
| Pumas Tabasco    | México | 2020 - 2021     |
| Atlético Morelia | México | 2025 - Presente |

- Datos: Q108235587